# 아베 사다 사건

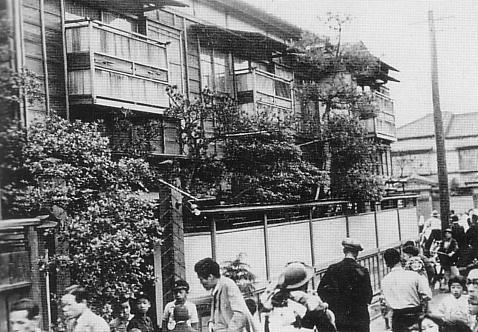
사건 현장

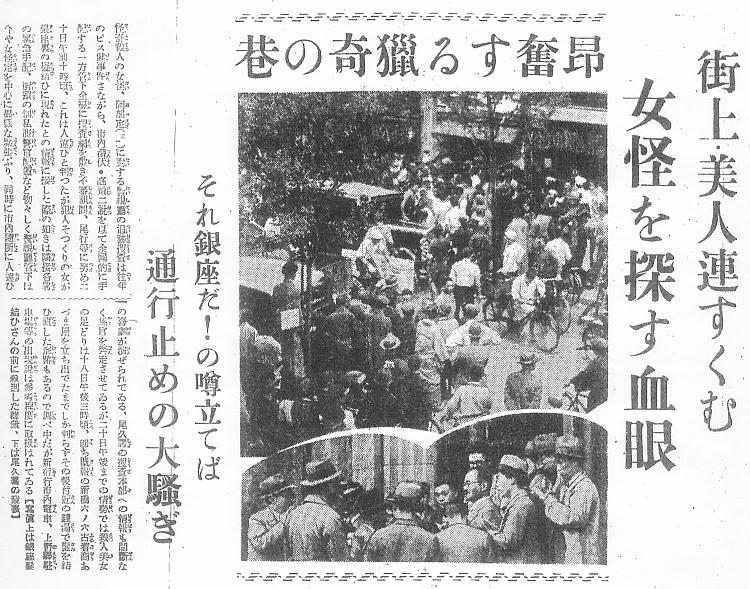
사건을 보도하는 신문

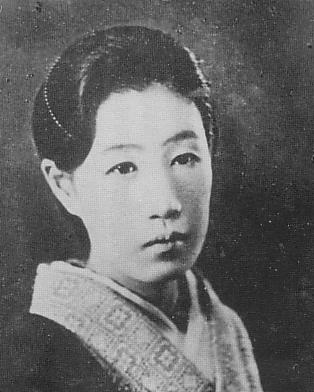
아베 사다

아베 사다 사건(일본어: 阿部定事件 あべさだじけん[*])은 1936년 일본에서 일어난 사건이다. 아베 사다라는 여성이 내연남과 성관계 도중 내연남을 목을 졸라 살해한 뒤, 성기를 절단하여 지니고 다녔다가 체포되었다. 당시 일본 사회에 큰 충격을 주었으며, 현재 사회의 기준으로 봐도 매우 엽기적이고 충격적인 사건이다. 사건의 범인인 아베 사다는 일본의 게이샤이다.

## 참고 자료
- (일본어) 『阿部定事件』  - 고트뱅크